# Rajella bathyphila
Espèce
Statut de conservation UICN

 LC  : Préoccupation mineure
La raie bathyale (Rajella bathyphila) est une espèce de raie.